# Burmilla
Burmilla – rasa kota z grupy azjatyckiej (ang. Asian Group). Nazywany jest również kotem azjatyckim cieniowanym (srebrzystym) (ang. Asian Shaded). Końcówki włosów kotów tej rasy, ok. 1/8 długości włosa, mają ciemniejsze zabarwienie, powodując złudzenie aureoli dookoła sylwetki.

## Historia
Pochodzenie – Wielka Brytania
Rok powstania rasy – 1981

## Charakter
Zachowanie – średnio aktywny, czuły, towarzyski

## Wygląd
Głowa – zaokrąglona z szeroko rozstawionymi uszami i oczami
Oczy – duże trochę skośne
Uszy – zaokrąglone na końcach szerokie u nasady
Sierść – krótka, gęsta, szaro biała z czarnymi pręgami